# Albert Coma Estadella
Albert Coma Estadella (Lleida, 1933 - ídem, 29 d'octubre de 1991) va ser un pintor, escultor i gravador. Fundador del Grup Cogul i encarregat de la Petite Galerie de l'Alliance Française, és considerat un dels escultors més importants de l'art contemporani català, així com un personatge clau per entendre la vida artística de la Lleida de la postguerra i la transició. Des de l'espai de la Petite Galerie de l'Alliance Française, esdevingué l'abanderat de la transició plàstica lleidatana cap a noves formes d'expressió, com ara el constructivisme, l'art pop i el conceptualisme.

## Biografia
Entre 1952 i 1958 va formar-se en pintura i modelat a l'escola superior de belles arts de Barcelona, al costat de Francesc Labarta,gràcies a un pensionat de la Diputació de Lleida. El mateix 1952 va realitzar el seu primer viatge a París, i ja el 1957 va impartir classes de pintura, al costat de Leandre Cristòfol, a l'escola del Cercle de Belles Arts de Lleida. A més, l'any 1958 següent va entrar al Cercle Maillol de l'Institut Francès de Barcelona i va fundar, junt amb Flix Franch, el taller Artes Celf, que es va mantenir en funcionament fins a l'any 1962, quan Coma fou nomenat professor de procediments pictòrics del Cercle de Belles Arts de Lleida, una ocupació que li serví per desenvolupar una gran tasca activista cultural i pedagògica a favor de la creació contemporània, que arribà a un dels seus punts àlgids l'any 1964 quan, junt amb Jaume Minguell, Ernest Ibáñez, Albert Vives, Víctor Pérez Pallarés i Àngel Jové, funda el Grup Cogul, una unió d'artistes de durada discreta però de gran importància per a la vida artística de Lleida, car era el primer cop que diversos creadors lleidatans s'unien compartint una estètica, un credo artístic.
L'any següent, Coma es va unir al grup 5 Forma, i el ressò de les seves produccions començà a transcendir les fronteres nacionals. Un altre dels punts àlgids de la seva biografia s'esdevingué entre 1970 i 1976, quan Coma es feu càrrec de la Petite Galerie de l'Alliance Française de Lleida, un indret que va esdevenir l'escenari de presentació a la ciutat de les tendències artístiques més recents.
Quan la Petite Galerie va tancar les portes (el mateix 1976), Coma va viatjar altre cop a París i a Londres, i l'any 1982 fou distingit amb la Medalla Morera, en un moment en què el guardó iniciava una nova singladura en la qual es deixà de premiar una sola obra i es passa a reconèixer, explícitament, una trajectòria i significació consolidades dins l'àmbit artístic lleidatà.
Coma traspassà la tardor de 1991, probablement com l'artista lleidatà que s'encaminà més decididament per la via de l'art conceptual i minimalista, deixant una petja molt profunda en molts dels artistes contemporanis lleidatans que comptaren amb el seu mestratge. L'any 1993 se li concedí a títol pòstum la medalla de plata de la ciutat.

## SèrieObjectes eròtics
Entre els anys 1971 i 1974, Coma Estadella sent la necessitat de sortir del pla i cercar la tercera dimensió en les seves obres, endinsant-se en un món objectual carregat d'una sensibilitat molt propera a l'art pop, on la pintura limita amb l'escultura. Construeix, així, un seguit de formes de fusta d'una esquematització tal que arriba a nivells propers a l'abstracció, les confronta sense problemes amb altres objectes trobats, els afegeix elements mòbils i les pinta amb un accentuat cromatisme pop. Tot plegat dona com a resultat la sèrie anomenada Objectes eròtics, un nou pas en l'evolució personal de l'artista que no serà exposada de forma conjunta fins a l'any 1988.
Carregats de rigor matemàtic, els Objectes eròtics acabant reduint els conceptes propers a l'escultura a un minimalisme sobri que ofereix a l'espectador dues confrontacions dialèctiques: una que fa referència als elements que ens recorden el cos humà, racionalitzats i geometritzats, i l'altra relativa als objectes trobats, impossibles de distingir del que el mateix artista ha dissenyat i construït per a l'ocasió, amb tota la intencionalitat i ironia que, sovint, desprèn l'obra de Coma Estadella. El colors naturals de la fusta i de l'objecte s'alteren cap a colors molt propers a l'art pop, però impregnats d'una gran sobrietat perquè res destorbi el perfeccionisme que domina tot el conjunt, aquella sensació d'obra acabada, estudiada i estructurada fins a l'últim detall, i on res queda a l'atzar.

## Premis i reconeixements
Al llarg de la seva trajectòria se li atorgaren els següents premis:
- 1959 - Premi Valls i Taberner, Sala Parés, Barcelona
- 1962 - Medalla de bronze, I Biennal Premi Saragossa
- 1966 - Menció especial Premi Internacional Joan Miró
- 1966 - Tercera Medalla de Pintura de l'exposició nacional de Belles Arts de Madrid
- 1970 - Premi Indíbil a la millor obra plàstica realitzada per un artista lleidatà, Cercle de Belles Arts de Lleida
- 1982 - Medalla Morera, Patronat Museu Jaume Morera de Lleida.

L'any 1995 l'Ajuntament de Lleida realitzà una còpia en grans dimensions de l'obra de Coma Estructura per a mostrar-la, com a escultura pública, a l'encreuament dels carrers Humbert Torres i Prat de la Riba.